# سيسيليا سيلفيا
سيسيليا سيلفيا (بالإيطالية: Cecilia Salvai) (مواليد 2 ديسمبر 1993  في بينيرولو): مدافعة كرة قدم إيطالية. وتلعب حاليا لباردولينو فيرونا في دوري الدرجة الأولى الأيطالي  ولعبت مع المنتخب الأيطالي في بطولة الأمم الاوربية 2011 تحت 19 سنة.

## وصلات خارجية
- سيسيليا سيلفيا على موقع الاتحاد الدولي (مؤرشف)  (الإنجليزية)
- سيسيليا سيلفيا على موقع الاتحاد الأوربي (الإنجليزية)
- سيسيليا سيلفيا على موقع قاعدة بيانات كرة القدم.إي يو (الإنجليزية)
- سيسيليا سيلفيا على موقع Soccerway.com (الإنجليزية)
- سيسيليا سيلفيا على موقع عالم كرة القدم.نت (الإنجليزية)
- Profile on the UEFA website
- Profile on womensoccerway.com